# フォトブック
フォトブックとは、個人向け写真集製作サービスの総称である。

## 概要
写真フィルム時代の写真の保存方法は、プリントしたものをアルバムに貼る方法が大半であったが、デジタル化に伴ってパソコン等でレイアウト編集したものを写真集のような形で受け取る事が可能となった。
写真自体もネガフィルムから現像した印画紙から、デジタルカメラによる撮影で得られた画像データへと保存方法が変わったことに由来する。
写真集はオフセット印刷やグラビア印刷などで製作される関係で、発注にはかなり多くの部数を必要とした。しかし、オンデマンド印刷機器やそれらをコントロールするカラーマネージメント技術などデジタルによる印刷技術の向上により、質的には出版社が発行する様な写真集に近いものとなった。このデジタル技術による印刷は、従前の印刷によるものよりコストを抑えることが出来たため、個人が一冊で注文をすることが可能となった。
2000年12月に株式会社アスカネットがフォトブック事業をマイブックとして開始して以来、2009年現在ではフジフォトブックやキヤノンフォトブックなど約20社程度がサービスを行っている。
※キャノンのフォトブックサービス「PhotoJewel S 」は、2023年10月3日（火）にサービスを終了した。
デジタルカメラの普及と画像データを保存するメモリーカードの大容量化により、容易に写真撮影を行うことが可能となったことで、これらを紙ベースのアルバムで楽しみたいという人々の中で定着しつつある。

## 製作方法
製作方法や受け付け方法は各種あり、パソコンに編集ソフトをダウンロードして自分で編集するタイプ、事前に写真をアップロードしておきWEBで編集するフエルフォトブックのようなタイプ、スマートフォンやタブレットに専用アプリをインストールし編集するタイプ、FacebookやInstagramなどのSNSにアップロードした画像を使って編集するタイプ、店頭にメディアを持ち込んで編集する方法などが存在する。

## 印刷方法
印刷方法も液体インキによる方法やトナータイプ、熱転写プリンターを用いるものや銀塩プリントと同様に印画紙に焼き付けて現像するものなど各種ある。
フォトブック業者は、印刷方式の表記が各社様々で統一されていないため、分類が難しい場合がある。また、ホームページ上に印刷方式を公開していない場合もある。
主なフォトブック事業者の印刷方式を独自に分類しているサイト

## フォトブック事業者
- ダンクセキ - 「PhotoRevo（フォトレボ）」
- 富士フイルム - 「FUJIFILM Prints&Gifts」
- DNPフォトイメージングジャパン - 「ドリームページ」　※サービス終了
- TOLOT
- アスカネット - 「マイブック」
- カメラのキタムラ
- キヤノンマーケティングジャパン - 「PHOTOPRESSO（フォトプレッソ）」※サービス終了
- グランドアドレス - 「撮るだけフォトブック」
- グランドアドレス - 「パーフェクトフォト」
- コストコフォトセンター※サービス終了
- コンテンツワークス - 「Photoback」
- しまうまプリント
- ジャストシステム - 「ココアルクイック」※サービス終了
- シンプレスジャパン - 「ビスタプリント」※サービス終了
- ソルトワークス - 「みんなのフォトブック」
- ナカバヤシ - 「フエルフォトブック」※サービス終了
- ネットプリントジャパン※サービス終了
- ノハナ - 「nohana」
- フジフォト株式会社 - 「フジフォトアルバム」
- 北海道ダイヤ - 「しろくまフォト」※フォトブックの取り扱いを終了